# 김성환 (1910년)
김성환(金聖煥, 1910년 8월 20일 ~ 1989년 9월 8일)은 일제강점기와 대한민국의 관료이다. 일제 강점기에는 세무서 관료였고, 해방 직전 경성부 민생부장이 되어 경성부에서 근무했다. 고등문관시험 행정과에 합격하여 조선총독부 관리가 되었다. 세무 분야 전문가로서 대구세무감독국과 평양세무감독국에서 근무하였고, 진주세무저장과 대구세무서장 등을 거쳐 경성부 민생부장이 되었다.
경성부 민생부장 재직 중 태평양 전쟁 종전 후 유임되었다가 있다가 미군정 주둔 후 경성부 총무부장을 거쳐 경성부윤 임시대리를 역임했다.

## 생애
출신지는 평안남도이며, 후에 성인이 된 뒤 서울 종로구 세종로, 서울 중구 태평로 1가 62번지 등으로 주소지를 옮겨서 생활하였다. 출생이 정확하지 않아 8월 20일생 설과 8월 26일생 설이 있다. 경성제일고등보통학교(第一高等普通學校)와 경성제국대학 예과(京城帝國大學 豫科)를 거쳐 경성제대 법문학부 법과(法文學部 法科)를 졸업했다.
일본 고등문관시험 행정과(日本高等文官試驗 行政科)에 합격하여 조선총독부 관리가 되었다. 세무 분야 전문가로서 대구세무감독국(大邱稅務監督局) 속이 되고 이후 대구세무감독국과 평양세무감독국(平壤稅務監督局)에서 근무하였고, 이후 대구세무감독국 서무부장, 평양세무감독국 서무부장, 진주세무저장과 전주세무서 사세관, 1939년 2월 2일 대구세무서장을 지냈다. 이후 경성부 생계부장, 경성부 민생부장을 거쳤다.
태평양 전쟁 종전 후 8월 16일 경성부 민생부장에 유임, 위생부장을 겸하였다. 미군정 시기에 등용되어 1945년 9월 17일 경성부 총무부장이 되고, 경성부청 위생부장 직도 겸직했다. 이범승 부윤 사퇴 후, 김형민 부윤 정식 취임까지 1946년 5월 9일부터 6월 27일까지 경성부윤 대리가 되는 등 대한민국 고위 공무원으로 남았다.
1948년 12월 4일 공직에서 물러나 조선중석광업주식회사(朝鮮重石鑛業會社)의 상무이사가 되었다. 1950년[ 대한지적협회 상임감사( 大韓地籍協會 常任監事)를 역임하였고, 1951년에는 심계원 심계관(1급)으로 임용되었다. 제1공화국 말기인 1960년 초까지 심계원 심계관으로 근무 중이었다.
1960년 12월 15일 심계원 차장에 임명되어 1963년 3월 19일까지 재직했다.
해방 후 성균관대학교 법학과에 입학하여 수료하였다.
2008년 발표된 민족문제연구소의 친일인명사전 수록예정자 명단 중 관료 부문에 포함되었다.

## 저작
- 《재정법수조해설 財政法逐條解說》 (심우회, 1962)

## 같이 보기
- 경성부
- 이범승
- 김창영
- 김형민

## 참고자료
- 김성환(金聖煥) - 국사편찬위원회

| 전임 이범승 | 경성부윤 직무대리 1946년 5월 9일 ~ 1946년 6월 27일 | 후임 김형민 |

| 전임 김정렬 | 제7대 심계원 차장 1960년 12월 15일 ~ 1963년 3월 19일 | 후임 김진기 (감사원 사무총장) |